# 闻时需
闻时需，安徽铜陵人，是一名清朝政治人物。
闻时需曾于1810年接替诸葛蓉任金山县知县一职，1811年由陈立纪接任。